# Estéropes
En la mitología griega, Estéropes (en griego Στερόπης, Steropês, ‘el que da el rayo’) formaba junto con Brontes y Arges la primera generación de Cíclopes, hijos de Urano y Gea. Eran gigantes con un solo ojo en mitad de la frente y un temperamento horrible, conocidos como buenos artesanos y constructores.
Según Hesíodo eran fuertes, testarudos, y de «bruscas emociones». Con el tiempo, sus nombres llegaron a ser sinónimo de fuerza y poder, y se usaban para referirse a armas especialmente bien manufacturadas.